# 内山正平
内山 正平（うちやま しょうへい、1987年11月1日 - ）は、日本の元男子バレーボール選手である。

## 人物
- 神奈川県横浜市出身[1]。最初はサッカー少年として活躍。バレーボールに転向したには小学4年生で、母親がママさんバレーに付き添ったのがきっかけ。中学に入るとバレーボールに入部で、廃部寸前の危機だった。周りに声をかけメンバーをかき集めた[2]。
- 高校はバレーボールのコーチだった父親に薦め、東京都の東洋高校に入学。双子の弟も同じ高校に入学した。周りのハイレベルさにカルチャーショックを受けるが、その悔しさを糧に練習に励み、2年生でレギュラーを獲得した[2]。
- 国際武道大学に入学。2年の時に監督の勧めでセッターに転向[2]。卒業後は豊田合成トレフェルサに入団。
- 2014年の韓国の仁川で行われたアジア大会に日本代表として出場[3]。
- 2015/16プレミアリーグではベスト6になった[4]。
- 2020年1月にVリーグ出場通算230試合達成で、Vリーグ栄誉賞を受賞[5]。
- 2020/21シーズン終了をもっての現役引退を表明[6]。後に同期の高松卓矢も現役引退を表明し、同期2人揃っての現役引退となり、4月18日に開催される自身の引退セレモニー（ファンクラブ会員対象）に高松もそのまま加えられることとなった[7]。
- 引退後は豊田合成にて社業に専念（高松も同様）[8]。

## 球歴
- 日本代表 - 2014年

## 所属チーム
- 東洋高等学校 （2003-2006年）
- 国際武道大学 （2006-2010年）
- 豊田合成トレフェルサ / ウルフドッグス名古屋 （2010-2021年） #4

## 受賞歴
- 2015年 - 2015/16V・プレミアリーグ ベスト6
- 2020年 - 2019-20 V.LEAGUE DIVISION1 Vリーグ栄誉賞（230試合出場）